# Чебенька (нижний приток Сакмары)
Чебенька — река в России, протекает по Тюльганскому, Октябрьскому и Сакмарскому районам Оренбургской области. Длина реки составляет 62 км. Площадь водосборного бассейна — 633 км².
Начинается под названием Сидоровский у высоты 316,7 метров. Около урочища Верхняя Хабаровка приобретает основное название. Течёт в южном направлении по открытой местности до деревни Болдыревка, затем поворачивает на запад и протекает через сёла Благодарное, Екатериновка, Астрахановка, после чего сворачивает на юг. Вдоль нижнего течения реки расположены села Сергеевка, Григорьевка 1-я, Украинка, Григорьевка 2-я, Новопавлоград. Устье реки находится в 91 км по правому берегу реки Сакмара на высоте 102 метра над уровнем моря.
Ширина реки в низовьях — 10 метров, глубина — 0,7 метра, скорость течения воды — 0,5 м/с.

## Притоки
Объекты перечислены по порядку от устья к истоку.
- 7 км: Грязнушка[3](пр)
- Саргул[3] (пр)
- Нижний Ахун[3] (пр)
- Терекла[3] (лв)
- Средний Ахун[3] (пр)
- 38 км: Балыкла[3] (лв)
- Верхний Ахун[3] (пр)
- Альшанка[3] (пр)
- Карастис[3] (пр)
- Городецкий[3] (лв)

## Данные водного реестра
По данным государственного водного реестра России относится к Уральскому бассейновому округу, водохозяйственный участок реки — Сакмара от впадения реки Большой Ик и до устья. Речной бассейн реки — Урал (российская часть бассейна).
Код объекта в государственном водном реестре — 12010000712112200006589.